# Monohelea accipiter
Monohelea accipiter är en tvåvingeart som beskrevs av Debenham 1972. Monohelea accipiter ingår i släktet Monohelea och familjen svidknott. Inga underarter finns listade i Catalogue of Life.